# Три провансальские сестры
«Три прованса́льские сестры» (фр. trois sœurs provençales) — во французском языке название трёх наиболее известных цистерцианских аббатств Прованса, памятников романской архитектуры XII—XIII веков:
- Сенанк (действующее аббатство, посещение возможно в составе организованных экскурсий или для молитвы и уединения);
- Тороне (закрыто в 1785 году, ныне музей);
- Сильвакан (закрыто в 1443 году; посещение платное).

Они воплощают собой Прованс, отличающийся от распространённого представления о нём как части Франции с пляжами, бухтами, садами и величественными городами, привлекающими толпы туристов; представляют Прованс тенистых долин и дикого камня, скрытых родников и покрытых тайной источников.
- Аббатство Сенанк
- Аббатство Тороне
- Аббатство Сильвакан